# Chrysops fasciatus
Chrysops fasciatus är en tvåvingeart som beskrevs av Christian Rudolph Wilhelm Wiedemann 1821. Chrysops fasciatus ingår i släktet Chrysops och familjen bromsar. Inga underarter finns listade i Catalogue of Life.